# 上田康治
上田 康治（うえだ やすはる、1965年〈昭和40年〉4月5日 - ）は、日本の環境官僚。

## 来歴
広島県呉市出身。修道高等学校を経て、1989年（平成元年）3月、東京大学経済学部経済学科を卒業。同年4月、環境庁に入庁し、環境庁長官官房秘書課に配属。
その後、環境省大臣官房廃棄物・リサイクル対策部企画課リサイクル推進室長、地球環境局地球温暖化対策課市場メカニズム室長、総合環境政策局環境保健部環境安全課長、同局総務課長、自然環境局総務課長、環境省大臣官房秘書課長、内閣官房内閣審議官、環境省大臣官房審議官などを歴任。
2020年（令和2年）7月21日、環境省大臣官房政策立案総括審議官兼環境省大臣官房公文書監理官に就任。
2021年（令和3年）7月1日、内閣官房内閣審議官兼内閣官房気候変動対策推進室次長兼環境省大臣官房地域脱炭素推進総括官に就任。地球温暖化対策の推進に関する法律の改正や脱炭素先行地域制度などの施策に携わった。
2022年（令和4年）7月1日、環境省総合環境政策統括官に就任。環境金融や税制などの環境政策を統括した。
2023年（令和5年）7月1日、環境省大臣官房長に就任。
2025年（令和7年）7月1日、環境事務次官に就任。